# ポテンシャル
ポテンシャル（英: potential）は、潜在力、潜在性を意味する物理用語。
最初にポテンシャル（スカラーポテンシャル）の考え方を導入したのは、ジョゼフ＝ルイ・ラグランジュである（1773年）。ラグランジュの段階ではポテンシャルとは言われておらず、これをポテンシャルと呼んだのは、ジョージ・グリーンである（1828年）。カール・フリードリヒ・ガウス、ウィリアム・トムソン、ペーター・グスタフ・ディリクレによってポテンシャル論における三つの基本問題として、ディリクレ問題、ノイマン問題、斜交微分の問題が注目されるようになった。
ポテンシャルエネルギー（位置エネルギー）のことをポテンシャルと呼ぶこともある。

## ポテンシャル（狭義）
空間内において、空間内の各点に働く力 F が、当該点上のある定まった量 V から、
{\displaystyle {\boldsymbol {F}}=-\nabla V(=-\operatorname {grad} V)\qquad \cdots (1)}
として求まる時、V を力 F のポテンシャルと言う。上式の関係より、V は勾配におけるスカラーポテンシャルである。なお、gradは勾配、{\displaystyle \nabla }はナブラである。
一つの質点を考え、これが力 F の作用する場（力場）にあり、当該質点が dl =(dx , dy , dz)だけ変位した時、その力のなした仕事 dW は（以下、直交座標系を考える）、
{\displaystyle \mathrm {d} W={\boldsymbol {F}}\cdot \mathrm {d} {\boldsymbol {l}}=F_{x}\mathrm {d} x+F_{y}\mathrm {d} y+F_{z}\mathrm {d} z}
となる。(Fx , Fy , Fz)は力 F の各座標成分である。ポテンシャルに関して、
{\displaystyle F_{x}=-{\partial V \over {\partial x}},\quad F_{y}=-{\partial V \over {\partial y}},\quad F_{z}=-{\partial V \over {\partial z}}}
と表現できるなら、
{\displaystyle \mathrm {d} W=-{\partial V \over {\partial x}}\mathrm {d} x-{\partial V \over {\partial y}}\mathrm {d} y-{\partial V \over {\partial z}}\mathrm {d} z=-\mathrm {d} V}
となる。

## 保存力
力の作用する範囲内で質点が、位置AからBへ運動する間になす仕事 WA-B は、
{\displaystyle W_{\mathrm {A-B} }\,=V_{\mathrm {A} }-V_{\mathrm {B} }}
となる。VA は位置Aでのポテンシャル、VB は位置Bでのポテンシャルである。この結果は、質点の動いた経路に依らない。どのような経路を通るかに関わらず、なした仕事がどの経路でも等しい場合、この時に質点に働く力を保存力（conservative force）と言う。また、保存力のみが作用する場（力場）を保存力場（conservative force field）と言う。また保存力では、質点が位置Aから出発して位置Aに戻る経路（閉じた経路）の場合、質点のなした仕事は、途中の通った道筋に関係なくゼロとなる。
このように（スカラー）ポテンシャルによる力は保存力となる。また、逆に保存力は必ずポテンシャルを伴うことが言える。

## ポテンシャルエネルギー
式(1)について、F は力なので、これに関しての質量 m の質点（簡単のため1質点を想定）の運動方程式は、
{\displaystyle {\boldsymbol {F}}=m{\mathrm {d} ^{2}{\boldsymbol {r}} \over {\mathrm {d} t^{2}}}=-\nabla V}
となる。d2r /dt 2 は質点の加速度である。真中と右辺にそれぞれ dr /dt をかけ、時間 t で積分すると次の式を得る。
{\displaystyle {1 \over 2}m\left({\mathrm {d} {\boldsymbol {r}} \over {\mathrm {d} t}}\right)^{2}+V({\boldsymbol {r}})=\mathrm {constant} }
これは、
{\displaystyle {\mathrm {d}  \over {\mathrm {d} t}}\left({\mathrm {d} {\boldsymbol {r}} \over {\mathrm {d} t}}\right)^{2}=2{\mathrm {d} {\boldsymbol {r}} \over {\mathrm {d} t}}\cdot {\mathrm {d} ^{2}{\boldsymbol {r}} \over {\mathrm {d} t^{2}}}}
及び、
{\displaystyle {\mathrm {d}  \over {\mathrm {d} t}}V({\boldsymbol {r}})={\mathrm {d} {\boldsymbol {r}} \over {\mathrm {d} t}}\cdot \nabla V({\boldsymbol {r}})}
から求められる。constantは時間 t に関しての積分から出てくる定数である。これは積分して得られた式の左辺において、第一項が運動エネルギーであり、それと第二項の V (r)との和が一定であることを意味し、この場合、V (r)のことをポテンシャルエネルギー（位置エネルギー）と呼ぶ。形式上ポテンシャルと同じ形だが、この時のV (r)のr は質点の位置であり、r = r (t)である。

## 関連記事
- ディリクレ問題
- 調和関数
- ヘルムホルツの定理

### その他のポテンシャル
- 水ポテンシャル
- 熱力学ポテンシャル
- 化学ポテンシャル
- 湯川ポテンシャル
- 擬ポテンシャル
- 2体ポテンシャル
- 速度ポテンシャル、複素速度ポテンシャル - 流体力学において速度場を導くポテンシャル。